# Europejczycy (film)
Europejczycy – brytyjski dramat filmowy z 1979 roku na podstawie noweli Henry’ego Jamesa.

## Obsada
- Lee Remick – Eugenia Young
- Robin Ellis – Robert Acton
- Wesley Addy – Pan Wentworth
- Tim Choate – Clifford
- Lisa Eichhorn – Gertrude
- Kristin Griffith – Lizzie Acton
- Nancy New – Charlotte
- Norman Snow – Pan Brand
- Helen Stenborg – Acton
- Tim Woodward – Felix Young
- Gedda Petry – Augustine

i inni

## Nagrody i nominacje
Oscary za rok 1979
- Najlepsze kostiumy – Judy Mooncroft (nominacja)

Złote Globy 1979
- Najlepszy film zagraniczny (nominacja)